# Shadowgate 64: Trials of the Four Towers
Shadowgate 64: Trials of the Four Towers (L'épreuve des quatre tours) est un jeu vidéo d'aventure sorti en 1999 sur Nintendo 64. Le jeu a été développé par Infinite Ventures et édité par Kemco.
Le jeu est la suite de Shadowgate.

## Histoire
Le protagoniste, incarné par le joueur, a été capturé par des brigands et emprisonné dans les geôles des ruines du château de Shadowgate où ils ont élu domicile. D’après l'histoire du château détaillée tout au long du jeu, cette nouvelle aventure se situe un peu plus de cent ans après le premier épisode. On apprend qu'à la suite de la défaite du maléfique Lord Warlock, ce dernier fut enfermé pour l’éternité dans une crypte du château. Le magicien Lakmir a ensuite pris possession des lieux pour en faire une école de magie. Malheureusement un élève surdoué a appris la magie interdite de nécromancie. Et bien qu'il fût exclu de l'école ce dernier menace de revenir à Shadowgate pour libérer le sorcier. Lakmir est mort depuis bien longtemps et son fantôme guidera le joueur pour prouver sa valeur en passant les épreuves des quatre tours du château.

## Système de jeu
Le jeu reprend les bases de son ainé en y ajoutant la 3D. En effet, il est maintenant possible de se déplacer librement dans les pièces du château pour retrouver des indices. Le principe des torches a été abandonné et l'inventaire se trouve maintenant sur un écran séparé. Une grande nouveauté par rapport au précédent volet est la présence de personnages humains avec lesquels il est possible de dialoguer.

## Accueil par le public
L'accueil a été assez mitigé, la plupart des magazines de l'époque précisent en effet que la qualité des graphismes est plutôt moyenne. Même si l'ambiance moyenâgeuse du château est bien restituée, les mouvements des personnages sont très rigides. Les énigmes restent très difficiles et parfois la solution est assez inattendue. Globalement, leurs conclusions est qu'il s'agit d'un jeu à réserver aux fans du premier volet.

## Suite
Un troisième épisode sur Nintendo 64 fut annoncé mais finalement annulé.